# Marin-Epagnier
Marin-Epagnier è stato un comune svizzero nel distretto di Neuchâtel (Canton Neuchâtel).

## Geografia fisica
Il territorio di Marin-Epagnier si estendeva all'estremità nordorientale del lago di Neuchâtel.

## Storia
Il comune di Marin-Epagnier fu istituito nel 1888 con la fusione dei comuni soppressi di Epagnier e Marin e soppresso il 31 dicembre 2008; nel 2007 contava 4 087 abitanti e comprendeva anche la frazione di Préfargier, mentre nel 1894 quella di Rothaus (o Rothus, già Maison-Rouge), fino ad allora frazione di Marin-Epagnier, fu assegnata a Gampelen. Il 1º gennaio 2009 Marin-Epagnier è stato aggregato all'altro comune soppresso di Thielle-Wavre per formare il nuovo comune di La Tène.

## Società

### Evoluzione demografica
L'evoluzione demografica è riportata nella seguente tabella:
Abitanti censiti

## Infrastrutture e trasporti
Marin-Epagnier era servito dall'uscita di Marin dell'autostrada A5, dalla strada principale 5, dalla stazione di Marin-Epagnier sulla ferrovia Berna-Neuchâtel e dalla rete filoviaria di Neuchâtel.